# 劉煒
劉煒（リュウ・ウェイ、簡：刘炜、英：Liu Wei、1980年1月15日 - ）は、中華人民共和国・上海市出身のプロバスケットボール選手。ポジションはポイントガード。190 cm、90 kg。

## 来歴
上海シャークスに入団し、姚明ともにプレー。姚明のNBA移籍後はチームの顔となる。
2004年には中国で開催されたプレシーズンに参加。その後サクラメント・キングスと契約するが、開幕ロースターに入れず。
2000年からは中国代表でも活躍。アテネ五輪や世界選手権にも出場。
2008年北京五輪にも出場。